# Pieve d'Alpago
Pieve d'Alpago est une ancienne commune italienne de la province de Belluno dans la région Vénétie en Italie. Elle a fusionné avec Puos d'Alpago et Farra d'Alpago le 23 février 2016 pour former Alpago.

## Histoire
Le territoire de Pieve d'Alpago a été habité au moins depuis l'Âge du Bronze, comme l'ont montré des fouilles menées aux lieux-dits Quers, Staol di Curago et Pian de la Gnela. Dans la nécropole de Pian de la Gnela a été découverte en 2002 une situle en bronze décorée de motifs relevant de l'art des situles.

## Administration
| Période                                  | Période | Identité | Étiquette | Qualité |
| ---------------------------------------- | ------- | -------- | --------- | ------- |
|                                          |         |          |           |         |
| Les données manquantes sont à compléter. |         |          |           |         |